# Sundre distrikt
Sundre distrikt är ett distrikt i Gotlands kommun och Gotlands län. Distriktet ligger omkring Sundre vid Gotlands sydspets.

## Tidigare administrativ tillhörighet
Distriktet inrättades 2016 och utgörs av Sundre socken i Gotlands kommun.
Området motsvarar den omfattning Sundre församling hade vid årsskiftet 1999/2000.

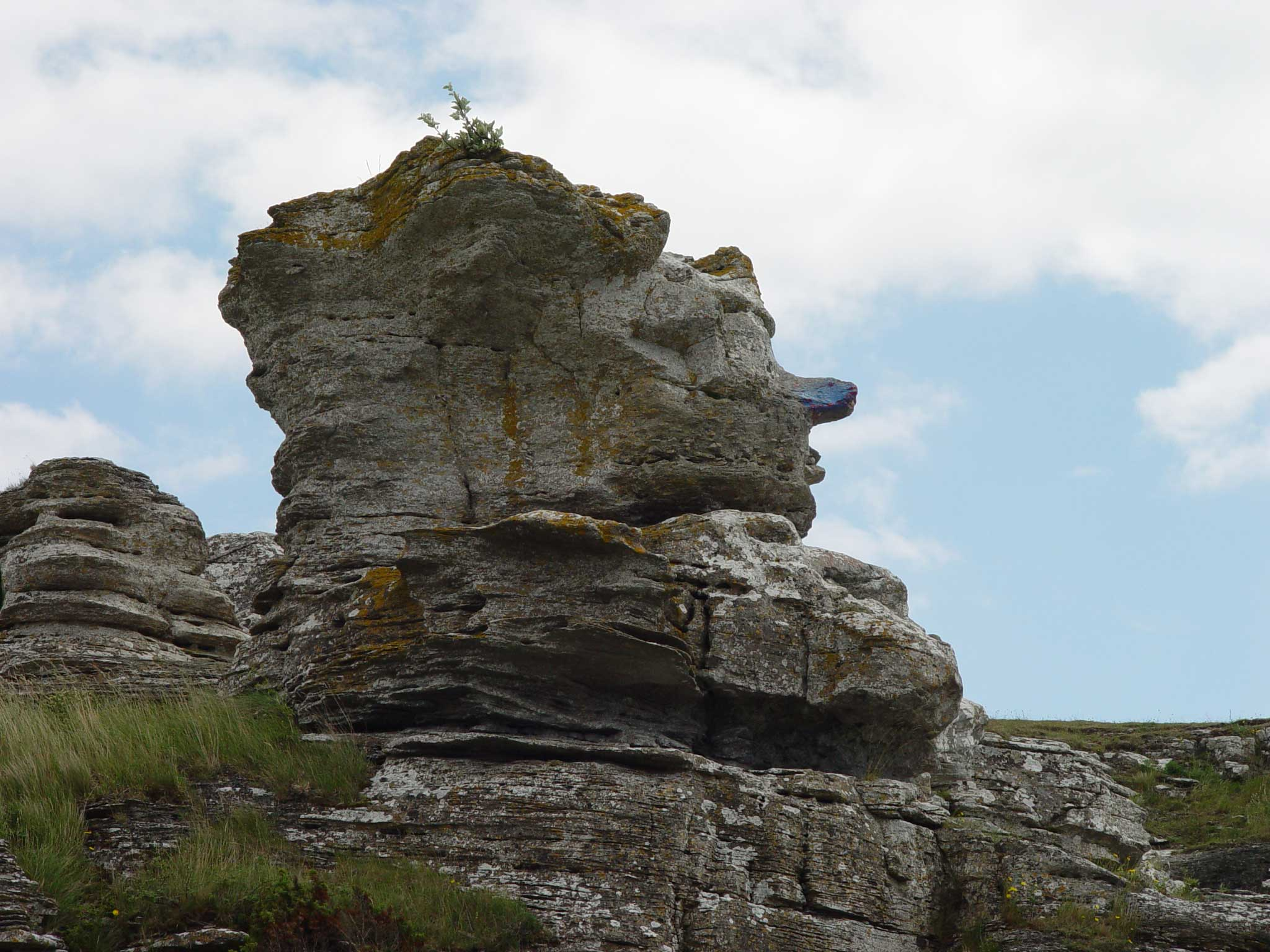
Hoburgsgubben.